# Paratropes elegans
Paratropes elegans är en kackerlacksart som först beskrevs av Hermann Burmeister 1838.  Paratropes elegans ingår i släktet Paratropes och familjen småkackerlackor. Inga underarter finns listade i Catalogue of Life.